# Коваленя, Александр Александрович
Александр Александрович Коваленя (бел. Аляксандр Аляксандравіч Каваленя; род. 14 марта 1946) — советский и белорусский историк. Доктор исторических наук (2000), профессор (2004). Академик НАН РБ (2021). Академик-секретарь отделения гуманитарных наук и искусств Национальной академии наук Беларуси (2009). Заслуженный деятель науки Республики Беларусь (2014). Лауреат Премии «За духовное Возрождение» (2020).

## Биография
Родился 14 марта 1946 года в Копыле Минской области Белорусской ССР). Окончил историко-географический факультет Минского государственного педагогического института имени М. Горького (1975).
С 1975 года работал на кафедре истории КПСС Минского государственного педагогического института имени М. Горького. Являлся членом Республиканского координационного совета по решению проблем истории Великой Отечественной войны (1983—1991). С 1996 года — заведующий кафедрой отечественной и всемирной истории Минского государственного педагогического института имени М. Горького.
В 1983 году защитил кандидатскую диссертацию (Минский государственный педагогический институт имени М. Горького; «Идейно-политическая работа подпольных партийных организаций КП(б)Б в партизанских зонах»). В 2000 году защитил докторскую диссертацию (Белорусский государственный педагогический университет имени М. Танка; «Прагерманскія саюзы моладзі на Беларусі. 1941—1944»).
С октября 2004 года по октябрь 2010 год — директор Института истории Национальной академии наук Беларуси. С февраля 2009 года — академик-секретарь Отделения гуманитарных наук и искусств НАН Беларуси.
В 2020 г. вместе с исполняющим обязанности директора В. Лакизой был причастен к массовым увольнениям историков из Института истории НАН Беларуси.

## Научная деятельность
Исследует вопросы антинацистского сопротивления на территории Беларуси в годы Великой Отечественной войны, молодёжное движение в XX веке, национально-государственной строительство в Беларуси.

### Избранные труды
Является автором более 300 научных и научно-педагогических трудов, в том числе 8 монографий и 14 образовательно-методических пособий.
- Каваленя, А. А. Беларусь у гады Другой сусветнай вайны (1939—1945) / А. А. Каваленя. — Мінск: БДПУ імя М. Танка, 1996.
- Каваленя, А. А. Прагерманскія саюзы моладзі на Беларусі: 1941—1944 гг. Вытокі. Структура. Дзейнасць / А. А. Каваленя. — Мінск: БДПУ імя М. Танка, 1999. — 235 с.
- Каваленя, А. А. Беларусь у выпрабаваннях вайны (1939—1945 гг.): Вучэб.-метад. дапам / А. А. Каваленя. — Мінск: БДПУ імя М.Танка, 2001. — 100 с.
- Коваленя А. А. Беларусь 1939—1945 гг.: Война и политика. — Минск : Веды, 2001. — 204 с.

Является соавтором и руководителем авторского коллектива монографии «Беларусь в годы Великой Отечественной войны, 1941—1945» (Минск : Белорусское телеграфное агентство, 2005), одним из авторов работ «Религия и церковь» (1998), «Беларусь в годы Великой Отечественной войны: Проблемы историографии и источниковедения» (1999), «История Беларуси в контексте мировой цивилизации» (ч. 1—2), «Беларусь в годы Великой Отечественной войны, 1941—45» (обе 2005), «Великая победа: К 60-й годовщине разгрома нацистской Германии» (2006).